# مذبحة مشجعي نادي ريال مدريد
في 13 مايو 2016، هاجمت مجموعة من المقاتلين مدججين بأسلحة من نوع إيه كيه-47 في مدينة بلد بالعراق،استهدفت مشجعين لفريق كرة القدم الإسباني ريال مدريد. أعلن تنظيم الدولة الإسلامية (داعش) مسؤوليته عن الهجوم.